# Незір Карап
Незір Карап (тур. Nezir Karap, 2 січня 1994) — турецький плавець.
Учасник Олімпійських Ігор 2016 року.